# Gele saki
De gele saki (Pithecia albicans)  is een zoogdier uit de familie van de sakiachtigen (Pitheciidae). De wetenschappelijke naam van de soort werd voor het eerst geldig gepubliceerd door John Edward Gray in 1860.

## Voorkomen
De soort komt voor op de zuidelijke oever van de Amazone tussen de rivieren Jurua en Purus.